# جامعه آنارشیک
جامعه آنارشیک، مطالعه‌ای در باب نظم در سیاست جهان (انگلیسی: The Anarchical Society) عنوان کتابی از هدلی بال و یکی از متون اصلی در مکتب انگلیسی روابط بین‌الملل است. عنوان کتاب به این تصور بنیادین در مکتب واقع‌گرایی اشاره دارد که نظام بین‌الملل ساختاری آنارشیک (بدون رهبر-حاکم) دارد. بال در این کتاب به این مسئله اشاره می‌کند که با وجود آنارشیک بودن نظام بین‌الملل، این ساختار را می‌توان با عنوان «جامعهٔ بین‌الملل» شناخت.
این کتاب در سال ۱۳۹۶ به فارسی ترجمه شد.